# Ябусамэ
Ябусамэ (яп. 流鏑馬) — японское искусство конной стрельбы из лука, наиболее популярное в Камакуре.
Ябусамэ относится к корю — традиционным боевым искусствам Японии. Оно использовалось не только на войне, но и также являлось частым состязанием во время профессиональных соревнований среди самураев.
Ябусамэ возникло в XII веке, во время правления сёгуна Минамото-но Ёритомо, который превратил его из упражнения в рамках военной подготовки в синтоистскую традицию. Искусство сохранилось по сей день, однако сейчас существует только в виде спортивного зрелища. Наиболее крупное и известное состязание по нему проводится в Камакуре ежегодно 15—16 сентября.
Дорожки для ябусамэ, как правило, имеют длину 2 тё (около 218 м) и ширину приблизительно 2 м. Расстояние от дорожки до мишени составляет 5 м, а расположены мишени на высоте 2 м. Дорожное полотно присыпано песком и опилками для безопасности наездников и лошадей. По левую сторону от дорожки расположены три деревянных мишени в форме квадратов со стороной около 50 см. По правую сторону от неё находятся места для зрителей.
Стартовый сигнал наезднику подают два судьи в начале и в конце дорожки с помощью вееров. Около каждой мишени также находится судья, который подаёт сигнал о поражении мишени поднятием веера и возгласом тэкитю (яп. 的中, «в цель»). Конная стрельба из лука предшествует церемонии в храме и ритуальному очищению дорожки.